# HD 160346
HD 160346是一顆位於蛇夫座附近的橙矮星，距離地球約35.8光年，肉眼可見。